# Registro de' giustiziati nella nobilissima scuola di S. Gio. Decolato
Il Registro de' giustiziati della Nobilissima Scuola di S. Gio. Decolato detto alle Case Rotte dall'anno MCDLXXI in avanti è un registro manoscritto composto di 227 pagine in largo formato compilato fra il 1471 e il 1763 dalla Confraternita di San Giovanni Decollato che aveva sede presso la chiesa di San Giovanni Decollato alle Case Rotte di Milano, poi demolita nel 1906. La Confraternita, che nel corso dei secoli assunse diverse denominazioni (Compagnia di Santa Maria della Morte e del Santissimo Corpo del Redentore, Scuola dei Bianchi, Scuola di disciplini di San Giovanni decollato alle Case rotte in San Giovanni decollato) aveva quale scopo, almeno dalla metà del Trecento, l'assistenza spirituale ai condannati a morte e la sepoltura dei loro cadaveri in un cimitero attiguo alla chiesa. Il Registro contiene un elenco di 3 124 esecuzioni alle queli i confratelli presero parte con l'opera pia di confortare e seppellire i condannati a morte. Probabilmente copia di un più antico testo andato perduto, il manoscritto è oggi conservato presso la Biblioteca Ambrosiana e fu oggetto di uno studio apparso nel 1882 nel Giornale dell'Archivio Storico Lombardo a firma di Matteo Benvenuti. È in quel registro che fra, le altre, sono registrate le condanne a morte e le esecuzioni dei due untori Guglielmo Piazza e Gian Giacomo Mora, giustiziati durante la peste del 1630 e riportati alla memoria dal Manzoni nel celebre saggio Storia della colonna infame (1840).

## Pena di morte nella Milano spagnola
Fra gli anni 1535 e il 1706 il Ducato di Milano fu assoggettato alla Corona di Spagna. Nei centosettantuno anni di dominazione spagnola vigeva nel Ducato la pena di morte, che poteva venire comminata per una ampia serie di delitti; va però tenuto presente che la legislazione penale di quei tempi non riconosceva tassativamente quali azioni costituissero un reato o crimine che prevedessero la morte: la pena capitale poteva essere inflitta indifferentemente per assassinio, omicidio, infanticidio, stupro, sodomia, furto, eresia, stregoneria, falsificazione di moneta, spergiuro, diserzione, spionaggio, tradimento, ma sempre in funzione dell'arbitrio e della ampia discreazionalità dei giudici e dell'occasione particolare che produceva la necessità di un giudizio.
Il giudizio poteva essere emesso da diversi organi giudicanti: il Podestà, la Santa Inquisizione, il Capitano di giustizia, il Magistrato di sanità, il Giudice delle monete, il Senato, il Vescovo.
Alla pena di morte, apparentemente, nessuno poteva quindi teoricamente sfuggire: militari, plebei, nobili, preti e frati; uomini e donne; giovani e vecchi.

## Alcune condanne a morte riportate nelRegistro
La prima condanna a morte riportata nel Registro è del 26 gennaio 1471, quando il Ducato era retto da Galeazzo Maria Sforza: 
Va notata la laconicità del testo: non viene infatti segnalato il crimine commesso dalla Fontana né da quale autorità fosse stata impartita la condanna a morte. Manca inoltre una descrizione più particolareggiata dell'esecuzione, cosa che invece nel registro verrà descritta con sempre più precisione negli anni della dominazione spagnola. Come notava il Benvenuti

Quando Milano cadde sotto il dominio spagnolo la pena capitale era già applicata nel Ducato retto da Galeazzo Sforza mediante impiccagione, decapitazione o messa al rogo;  i luoghi ove venivano preparate le forche erano solitamente la piazza Mercanti -nei pressi del Duomo-, la piazza Vetra oppure il luogo dove il crimine era stato commesso. Per i nobili invece il patibolo veniva innalzato al Verziere, sul corso di Porta Tosa, oggi nei pressi di largo Augusto. I cadaveri, come detto, venivano seppelliti nel cimitero della chiesa dagli Scolari di San Giovanni Decollato oppure direttamente sul luogo dove era stato comesso i crimine; il quel caso la sepoltura era data direttamente dal boia. Non di rado, però, capitava che del cadavere del giustiziato rimanesse poca parte da seppellire: soprattutto in epoca spagnola, infatti, la pena non si esauriva con la morte del condannato o con i tormenti ad esso inflitti prima dell'esecuzione: anche il cadavere era "oggetto della pena" e spesso accadeva che la colpa dovesse essere espiata anche dal cadavere stesso. Ne sono esempio le condanne per squartamento, quando accadeva che la testa e i quarti del giustiziato venissero esposti sul luogo del crimine come monito e come simbolo del crimine commesso. In quei casi poteva succedere che quanto rimaneva del giustiziato venisse lasciato per giorni esposto alle intemperie e all'azione degli animali: quanto restava veniva raccolto dagli Scolari e seppellito, con tutte le difficoltà del caso.
Ne è un esempio l'esecuzione di un tal Giorgio Senese nel 1552:
L'ultima condanna a morte registrata nel documento è del 1º giugno 1763, quando ormai Milano era sotto la dominazione austriaca cominciata nel 1714 e che cesserà nel 1859 con la caduta del Regno Lombardo-Veneto:
Secondo per la delazione del succennato coltello diritto con punta. Tale Sentenza è stata eseguita il gno. 3 d.° Giugno, sotto la Prefettura del Sig.r Co: Gio. Ant.° Visconti Borromeo.»